# Liste der Landschaftsschutzgebiete im Burgenland
Im Burgenland gibt es neun Landschaftsschutzgebiete, die auf Grund einzelner Landesgesetze ausgewiesen sind.
| Foto |  | Name                                           | ID            | Bezirk                   | Standort | Beschreibung | Fläche  | Datum |
| ---- |  | ---------------------------------------------- | ------------- | ------------------------ | --- | --- | ------- | ----- |
| 1    |  | Hangwiesen Rohrbach, Loipersbach, Schattendorf | burgenland.at | Mattersburg              | Rohrbach, Loipersbach, Schattendorf Standort | Umfasst neben dem Naturschutzgebiet Teichwiesen die Hangwiesen beiderseits der Rohrbacher Teiche bis zum Marzer Kogel. Das Gebiet umfasst Mähwiesen, Sumpf- und Wasserflächen, die einem großen Artenreichtum an heimischen Tieren und Pflanzen einen Lebensraum bieten. Unter ihnen befinden sich zahlreiche Arten, die auf den „roten Listen“ angeführt sind. | 80 ha   | 1979  |
| 1    |  | Rosalia–Kogelberg                              | burgenland.at | Mattersburg              | Bad Sauerbrunn, Baumgarten, Draßburg, Forchtenstein, Loipersbach, Marz, Pöttelsdorf, Pöttsching, Rohrbach bei Mattersburg, Schattendorf, Sigleß, Sieggraben, Zemendorf-Stöttera Standort | auch Naturpark | 37 km²  | 2006  |
| 0 BW |  | Bernstein, Lockenhaus, Rechnitz                | burgenland.at | Oberpullendorf, Oberwart | KG: 30 Katastralgemeinden Standort | | 250 km² | 1972  |
| 0 BW |  | Südburgenländisches Hügel- und Terrassenland   | burgenland.at | Güssing, Oberwart        | 20 Gemeinden Standort | | 139 km² | 1974  |
| 1    |  | Kellerviertel Heiligenbrunn                    | burgenland.at | Güssing                  | Heiligenbrunn Standort | | 61 ha   | 1968  |
| 0 BW |  | Neusiedler See und Umgebung                    | burgenland.at | Eisenstadt, Neusiedl     | 18 Gemeinden Standort | auch Naturschutzgebiet, überschneidend mit Nationalpark, UNESCO-Welterbe Fertő/Neusiedler See, Europaschutzgebiet und Biosphärenreservat, ein Teil wurde zum Naturpark Neusiedler See - Leithagebirge zusammengefasst. | 416 km² | 1980  |
| 1    |  | Landseer Berge                                 | burgenland.at | Oberpullendorf           | Draßmarkt, Kaisersdorf, Kobersdorf, Markt Sankt Martin, Weingraben Standort | ident mit dem burgenländischen Teils des Naturparks Landseer Berge |         | 2000  |
| 0 BW |  | Raab                                           | burgenland.at | Jennersdorf              | Jennersdorf, Minihof-Liebau, Mogersdorf, Mühlgraben, Neuhaus, St. Martin, Weichselbaum Standort                                                                                          | ident mit dem burgenländischen Teil des internationalen Naturparks Raab–Örseg–Goricko | 142 km² | 1979  |
| 1    |  | Streuobstwiesengebiet "Noplerberg – Biri"      |               | Oberpullendorf           | Stoob Standort | Größte zusammenhängende Streuobstwiesen-Kulturlandschaft im Burgenland | 110 ha  | 2013  |

| Foto:                    | Fotografie des Naturdenkmals. Klicken des Fotos erzeugt eine vergrößerte Ansicht. Daneben finden sich zwei Symbole: \| Weitere Bilder vorhanden \| Das Symbol bedeutet, dass weitere Fotos des Objekts verfügbar sind. Durch Klicken des Symbols werden sie angezeigt. \| \| Eigenes Foto hochladen \| Durch Klicken des Symbols können weitere Fotos des Objekts in das Medienarchiv Wikimedia Commons hochgeladen werden. \| |
| Name:                    | Bezeichnung des Naturdenkmals laut offiziellen Quellen |
| ID                       | Identifikator |
| Standort:                | Es ist die Gemeinde und falls vorhanden die Adresse angegeben. Darunter sind die Katastralgemeinde (KG) und die Grundstücksnummer angeführt. Durch Aufruf des Links Standort wird die Lage des Denkmals in verschiedenen Kartenprojekten angezeigt. |
| Beschreibung             | Kurze Beschreibung des Naturdenkmals |
| Fläche                   | Fläche des Naturdenkmals in Hektar (ha) |
| Datum                    | Datum oder Jahr der Unterschutzstellung |
| Weitere Bilder vorhanden | Das Symbol bedeutet, dass weitere Fotos des Objekts verfügbar sind. Durch Klicken des Symbols werden sie angezeigt. |
| Eigenes Foto hochladen   | Durch Klicken des Symbols können weitere Fotos des Objekts in das Medienarchiv Wikimedia Commons hochgeladen werden. |